# Villa La Fresnaye
La villa La Fresnaye est une voie du 15e arrondissement de Paris, en France.

## Situation et accès
La villa La Fresnaye est une voie privée située dans le 15e arrondissement de Paris. Elle débute au 49, rue Mathurin-Régnier et se termine en impasse.

## Origine du nom

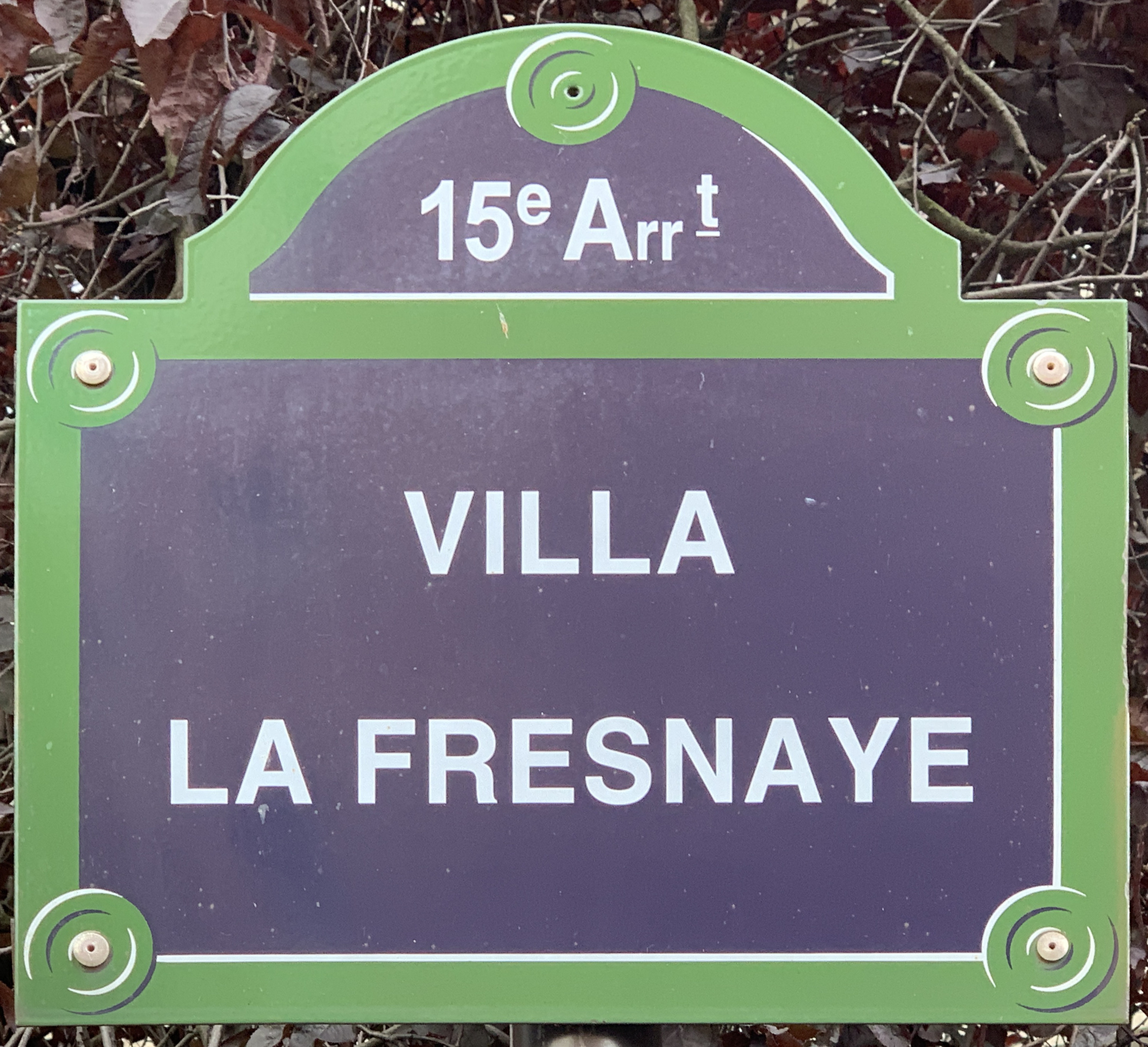
Plaque de la villa.

Elle porte le nom du peintre cubiste Roger de La Fresnaye (1885-1925).

## Historique
Précédemment appelée « impasse Mathurin-Régnier », cette voie prend sa dénomination actuelle en 1934 sur proposition des propriétaires riverains.
Sa longueur est réduite lors de l'aménagement de l'îlot en 1970 et fermée à la circulation publique le 4 juillet 1995.